# Margot Bingham

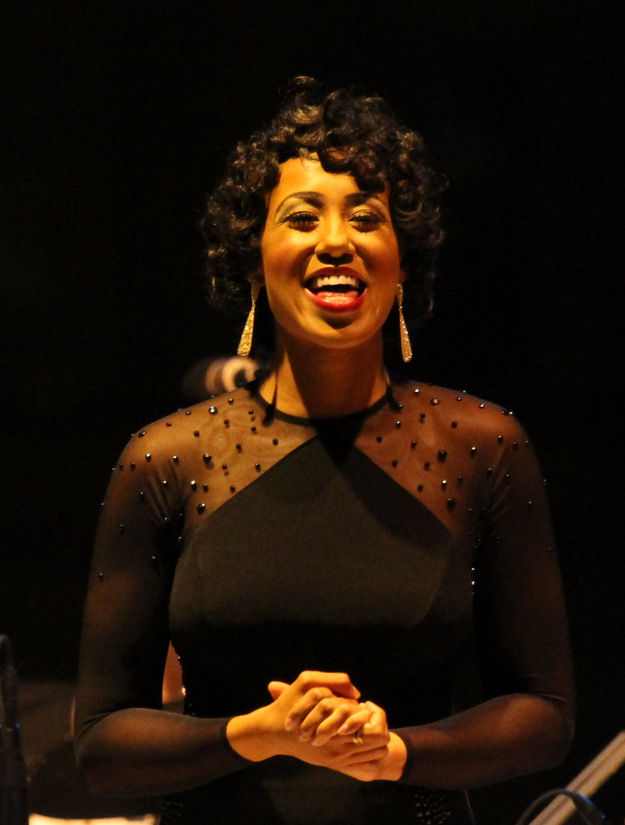
Margot Bingham (2014)

Margot Bingham (* 20. August 1988 in Pittsburgh, Pennsylvania) ist eine US-amerikanische Schauspielerin und Singer-Songwriterin.

## Leben und Karriere
Margot Bingham wurde in Pittsburgh als Tochter von Craig Bingham, eines ehemaligen Footballspielers der Pittsburgh Steelers und dessen Ehefrau Lynne, geboren. Väterlicherseits ist sie jamaikanischer Herkunft. Ihre Mutter hat deutsch-russische Wurzeln. Sie wurde im Jüdischen Glauben ihrer Mutter erzogen. Bingham wuchs im Vorort Green Tree auf und besuchte die Pittsburgh High School for the Creative and Performing Arts, die sie 2006 abschloss. Ab ihrem neunten Lebensjahr war sie ein Model für Kinderbekleidung. Zunächst plante sie sich ausschließlich auf Gesang und Tanzen zu fokussieren. Während des Abschlussjahrgangs an der High School, entdeckte sie auch ihr Interesse am Schauspiel. Anschließend studierte sie zwei Jahre lang an der Point Park University in ihrer Heimatstadt, bevor sie nach New York City zog, wo sie bis heute lebt. 2011 stand sie für ein Revival des Musicals Rent auf der Bühne.
Ihre erste Rolle vor der Kamera übernahm Bingham im Jahr 2010 als Kendra Sharpe in der Serie In Between Men, in der sie bis 2013 zu sehen war. 2013 spielte sie eine Nebenrolle im Filmdrama Burning Blue. Ebenfalls 2013 wurde sie in einer wiederkehrenden Rolle als Daughter Maitland, einer Jazzsängerin, in der Serie Boardwalk Empire besetzt. Zunächst war die Rolle deutlich kleiner angelegt, bevor sie weiter ausgebaut wurde. 2014 stellte sie in der kurzlebigen Serie Matador die Figur Billie in einer Nebenrolle dar. 2016 war sie Bree in der Filmkomödie Barbershop: The Next Cut zu sehen. 2016 spielte sie als Sgt. Nina Meyer eine der Hauptrollen in der Serie The Family. 2017 übernahm sie als Tamar Judith eine kleine Rolle in der Serie Queen Sugar und war als Brianna im Filmdrama Anything zu sehen. Auch im Drama Saturday Church, aus demselben Jahr, übernahm sie als Amara eine zentrale Rolle. Von 2017 bis 2019 gehörte sie als Clorinda Bradford zur Hauptbesetzung der Serie Nola Darling. Seit 2018 ist sie als Evie Garrison in der Serie New Amsterdam zu sehen.
2021 übernahm sie eine zentrale Rolle in der elften Staffel der Serie The Walking Dead. In erster Linie betrachtet sich Bingham als Jazzsängerin, danach erst als Schauspielerin. Sie unterstützt die LGBT-Community und Non-Profit-Organisationen, wie City Harvest.

## Filmografie (Auswahl)
- 2010–2013: In Between Men (Fernsehserie, 13 Episoden)
- 2013: Golden (Fernsehserie, Episode 1x13)
- 2013: Burning Blue
- 2013–2014: Boardwalk Empire (Fernsehserie, 11 Episoden)
- 2014: Matador (Fernsehserie, 6 Episoden)
- 2014: Fugly!
- 2015: Her Composition
- 2016: Barbershop: The Next Cut
- 2016: The Family (Fernsehserie, 12 Episoden)
- 2017: Destined
- 2017: Saturday Church
- 2017: Anything
- 2017: Queen Sugar (Fernsehserie, 3 Episoden)
- 2017–2019: Nola Darling (Fernsehserie, 16 Episoden)
- 2018: Blue Bloods – Crime Scene New York (Blue Bloods, Fernsehserie, Episode 8x09)
- 2018: Vigilante – Bis zum letzten Atemzug (A Vigilante)
- 2018: Then Came You
- 2018: One Dollar (Fernsehserie, 5 Episoden)
- 2018–2022: New Amsterdam (Fernsehserie, 19 Episoden)
- 2020: Pizza Party (Kurzfilm)
- 2020: Tigertail
- 2020–2022: The Walking Dead (Fernsehserie)
- 2022: Dotty & Soul
- 2022: Leopard Skin (Fernsehserie)